# Contea di Shibing
La contea di Shibing (施秉县S, Shībǐng XiànP) è una contea della Cina, situata nella provincia del Guizhou e amministrata dalla prefettura autonoma miao e dong di Qiandongnan.